# Antoine Bouchard
Antoine Bouchard (* 24. srpna 1994 Jonquière) je kanadský zápasník–judista.

## Sportovní kariéra
S judem začal v 5 letech v rodném Jonquière (dnes součást Saguenay) v provinicii Québec. Připravuje se v Montréalu pod vedením Michela Almeidy. Mezi seniory se objevoval pravidelně od roku 2014 v pololehké váze do 66 kg. V roce 2016 se kvalifikoval na olympijské hry v Riu. Po vítězství na ippon v prvním kola nad judistou z Papuy Nové Guiney v dalším kole nečakaně vybodoval Rusa Michaila Puljajeva prodloužení technikou sumi-gaeši. Ve třetím kole opět pasivním judem vybodoval Maročana Imada Bassou technikou sumi-gaeši. Ve čtvrtfinále nastoupil proti překvapení turnaje Slovinci Adrianu Gombocovi na jehož judo nebyl takticky připravený. Hned od úvodu prohrával na wazari, když neuhlídal Slovincům kontrachvat uči-mata-sukaši a v závěru se nechal hodit kombinací na druhé wazari. V opravách porazil na wazari Mongola Tömörchülega, když v poslední minutě okontroval jeho pokus o tani-otoši. V souboji o třetí místo nastoupil proti několikanásobnému mistru světa Japonci Masaši Ebinumovi a prohrál na ippon, když v závěru nehlídal jeho nástup do seoi-nage. Obsadil 5. místo. Od roku 2018 startuje v lehké váze do 73 kg.

### Vítězství
- 2014 - 3x světový pohár (San Salvador, Miami)
- 2015 - 1x světový pohár (Buenos Aires)
- 2017 - 1x světový pohár (Santiago)

## Výsledky
| Olympijské hry          |     | — |     |     |     | 5. |     |     |    |  |  |  |  |  |  |  |  |  |  |  |  |  |  |  |
| Mistrovství světa       | —   |   | —   | úč. | úč. |    | úč. | úč. |    |  |  |  |  |  |  |  |  |  |  |  |  |  |  |  |
| Panamerické hry         | —   |   |     |     | 2.  |    |     |     |    |  |  |  |  |  |  |  |  |  |  |  |  |  |  |  |
| Panamerické mistrovství | —   | — | —   | 5.  | 1.  | 3. | —   | 1.  | 3. |  |  |  |  |  |  |  |  |  |  |  |  |  |  |  |
| MS juniorů              | úč. |   | úč. | úč. |     |    |     |     |    |  |  |  |  |  |  |  |  |  |  |  |  |  |  |  |